# سیارک ۲۲۵۴۴
سیارک ۲۲۵۴۴ (به انگلیسی: 22544 Sarahrapo، نامگذاری:1998FL75) بیست و دو هزار و پانصد و چهل و چهارمین سیارک کشف شده‌است که در ۲۴ مارس ۱۹۹۸ کشف شد.
قدر مطلق سیارک برابر ۱۵٫۲ است.